# École de Lyon (peinture)

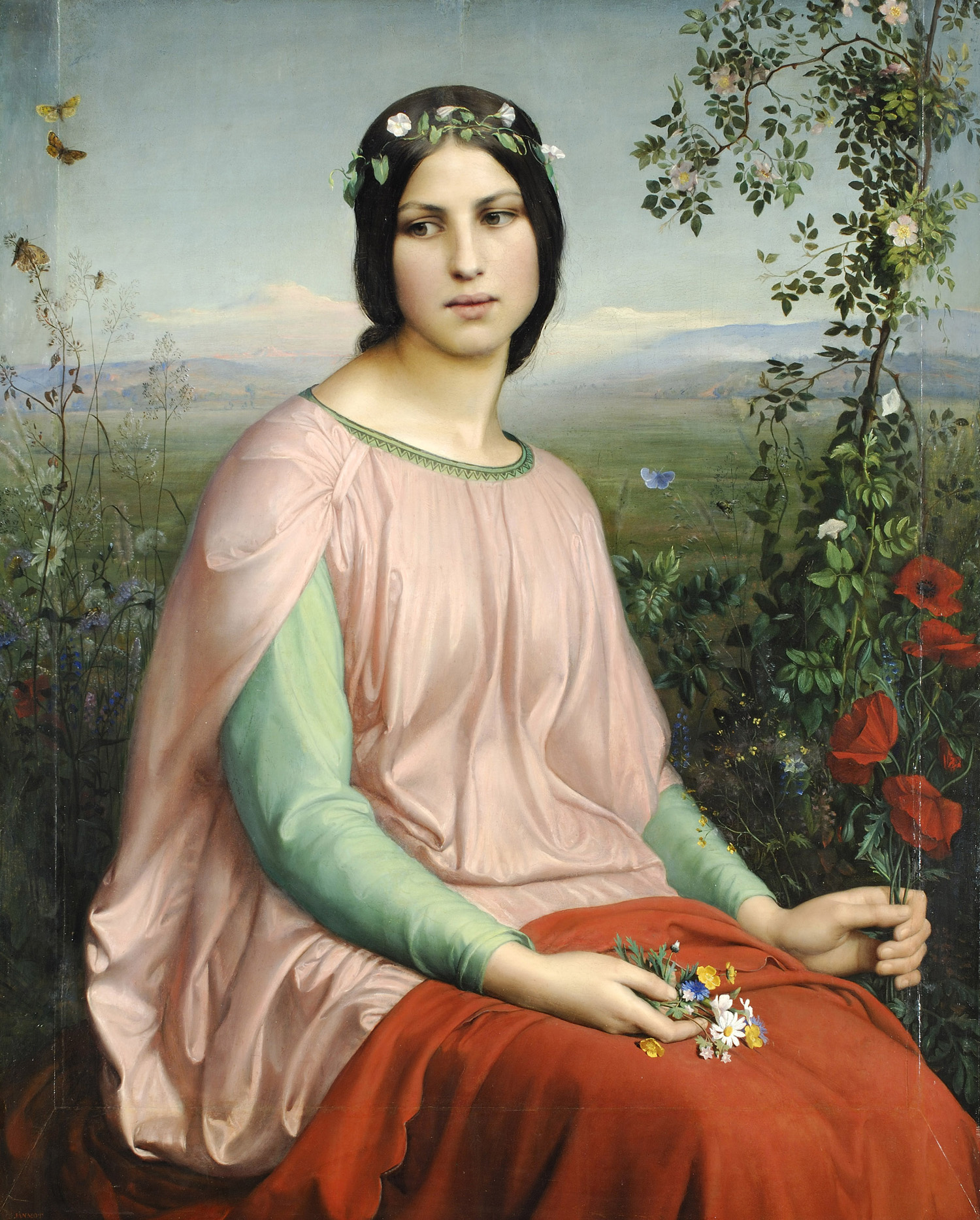
Fleur des champs (1845)
Louis Janmot
Musée des beaux-arts de Lyon

Pour les articles homonymes, voir École de Lyon (littérature).
L'École de Lyon ou École lyonnaise désigne un groupe d'artistes dont l'un des fondateurs est Pierre Revoil, un des représentants du style troubadour. Apparaissant dans les années 1810, ce style comprend à ses débuts outre le genre troubadour, des peintres floraux, proches des dessinateurs de motifs pour la fabrication de pièces de soie et des peintres de paysages. Au Salon de 1819, où l'école lyonnaise est identifiée pour la première fois, elle est décrite comme ayant "un style soigné, avec une facture fine et brillante".
L'école lyonnaise se singularise dans les années 1830 avec un mouvement inspiré par les courants mystiques et illuministes lyonnais. Ce groupe représenté par Victor Orsel, Louis Janmot ou Hippolyte Flandrin est décrit par Charles Baudelaire comme « le bagne de la peinture, — l’endroit du monde connu où l’on travaille le mieux les infiniment petits ». Ce courant pictural proche des préraphaélites britanniques s'inspire principalement des thèmes philosophiques, moraux et religieux. Ce courant, qui vit durant une partie du siècle, s'achève avec Puvis de Chavannes.
Reconnue au Salon de 1819, cette école a été consacrée en 1851 par la création au musée des beaux-arts de Lyon d'une Galerie des peintres lyonnais.

## Problème de définition de l'école lyonnaise de peinture

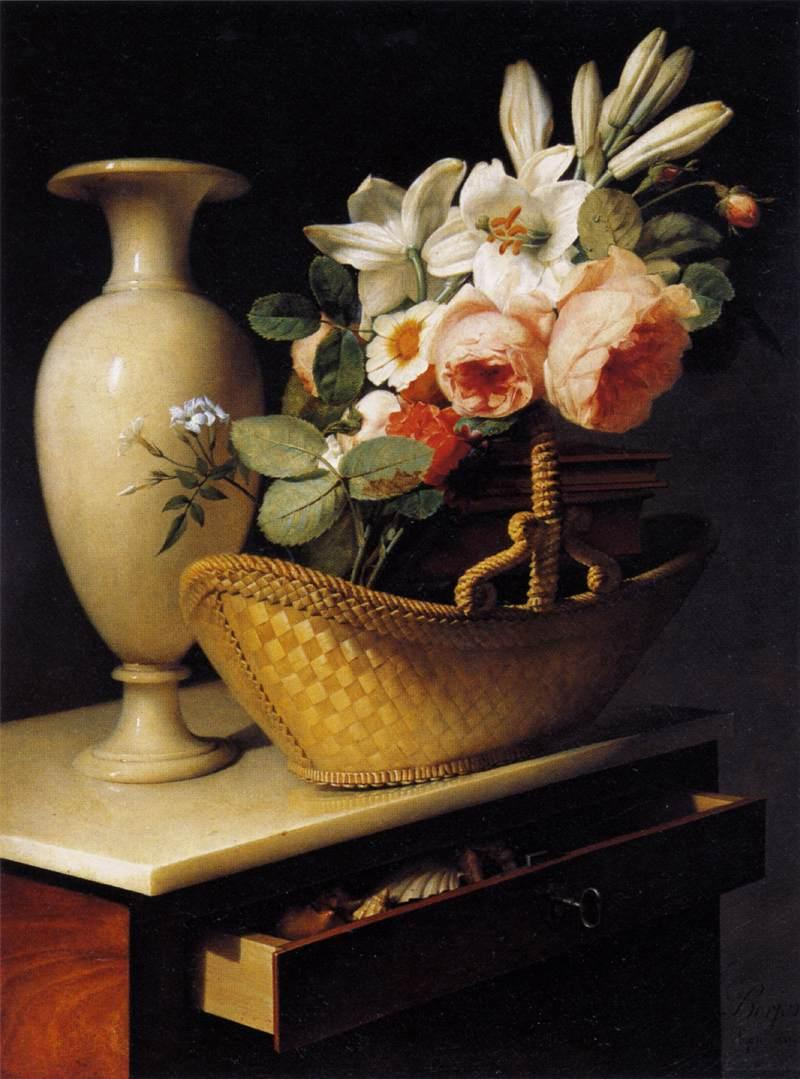
Bouquet de lis et de roses dans une corbeille posée sur une chiffonnière (1814
Antoine Berjon
Musée du Louvre

Pierre Vaisse insiste sur le fait que l'école de peinture de Lyon n'a pas de caractéristiques propres, et que son existence même tient davantage à la volonté d'édiles lyonnaises de mettre en avant une supposée spécificité locale qu'à l'existence d'un véritable mouvement artistique structuré et reconnaissable. Il expose que les artistes lyonnais de chaque époque ont suivi les courants qui traversent la peinture et que les éventuelles variations avec ces derniers sont avant tout issus des styles propres à chaque artistes. Il souligne l'absence de continuité dans la production picturale lyonnaise tout au long du siècle, qui pourrait être la pierre de touche d'une telle école.

## Histoire et évolution de l'école lyonnaise de peinture
L'école de peinture de Lyon est reconnu dès le salon de Paris de 1819.

### L'école des Beaux-arts de Lyon
L'école de peinture de Lyon nait autour de l'école impériale des Beaux-arts issue de l'école de dessin de fleurs construite à l'époque révolutionnaire. Cette école, fondée en 1807 en même temps que le musée des Beaux-arts et installée avec lui au palais Saint-Pierre, a comme premier directeur François Artaud. Ses premiers professeurs sont Joseph Chinard, Pierre Revoil, Alexis Grognard, Jacques Barraband, Pascal Gay et Antoine Leclerc. Romantiques, ils ont une haute idée de l'Art qui est pour eux un sacerdoce qui doit « former le goût des nations »,.

### Les débuts
À ses débuts, ce style comprend outre le Style troubadour, des peintres floraux dans la tradition hollandaise, proches des dessinateurs de motifs pour la fabrication de pièces de soie et des peintres de paysages. L'un des premiers représentant de cette école naissante est Antoine Berjon, formé au dessin pour la peinture sur soie et se tournant progressivement vers la peinture de chevalet. Il enseigne sa science du décor floral à de nombreux élèves, donnant un pli durable à la peinture lyonnaise du XIXe siècle.
Les fondateurs du style troubadour au sein de l'école de peinture lyonnaise sont Pierre Revoil et Fleury Richard. Formés par Alexis Grognard et soutenu dans leur vision de la peinture par Jean-Jacques de Boissieu et Antoine Berjon, ils vont se perfectionner dans l'atelier de Jacques-Louis David, où ils mettent en œuvre la « précision et la clarté d'écriture qu'on leur avait enseigné à Lyon ». Le centre de leur préoccupation est le moyen âge, avec un grand souci d'exactitude historique, qu'ils retranscrivent le plus souvent sur des tableaux de petits formats, avec des personnages un peu figés et une lumière douce. Ils n'ont pas un grand succès à Lyon et envoient leurs toiles à Paris. Les quelques peintres qui les suivent dans leur voie sont Claude Jacquard et Anthelme Trimolet. Ce mouvement, qui ne durera pas, prépare le préraphaëlisme.
Dans la cité rhodanienne, la peinture de genre est bien plus appréciée. Elle est représentée par Jean-Michel Grobon, Jean-François Bellay, Antoine Duclaux et Alexandre Dubuisson. Partageant avec l'école troubadour le souci du détail, ce mouvement s'attache aux scènes de la vie paysanne et artisanale, et aux paysages. Grobon, considéré comme l'un des fondateurs de l'école lyonnaise de peinture prépare le pleinairisme local.

### L'apogée de l'école lyonnaise de peinture
L'école lyonnaise se singularise dans les années 1830 avec un mouvement inspiré par les courants mystiques et illuministes lyonnais. On retrouve ainsi des thèmes proches de la franc-maçonnerie. Ce groupe est représenté par deux générations de peintres ; premièrement par Victor Orsel, puis par les lyonnais de l'atelier d'Ingres, notamment les frères Flandrin, surtout Hippolyte Flandrin, mais aussi Louis Lamothe, Auguste Chavard, Jean-François Montessuy, Pierre-Etienne Perlet, Michel Dumas ou Jean-Baptiste Frénet. Proches des préraphaélites britanniques, ils s'inspirent principalement des thèmes philosophiques, moraux et religieux, piochant dans le mouvement nazaréen (surtout pour Orsel). Ils ont une grande activité dans le domaine de la peinture religieuse, la décoration d'églises. On peut citer ainsi le travail d'Orsel à Notre-Dame de-Lorette, celui de Flandrin, accompagné de compagnons de l'atelier d'Ingres, à l'église Saint-Séverin, à l'Abbaye de Saint-Germain-des-Prés, à Paris, ou l'église Saint-Martin d'Ainay à Lyon.
Ce courant se poursuit avec Louis Janmot.
Ce courant s'achève au cours du troisième quart du XIXe siècle avec Puvis de Chavannes et des pré-impressionnistes tels Joseph Guichard, François-Auguste Ravier, François Vernay.

## Représentants

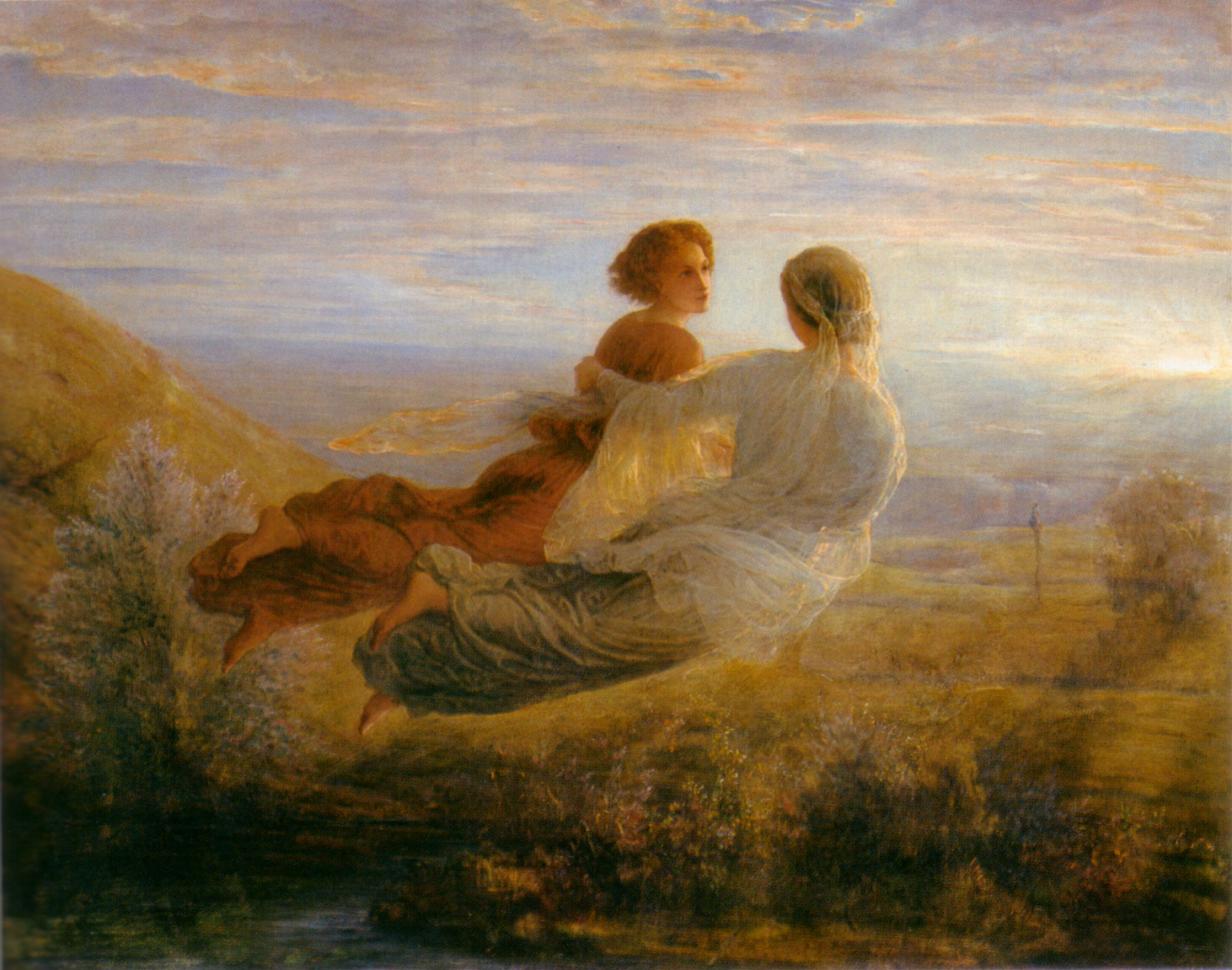
Le Vol de l'âme, par Louis Janmot

- Peinture d'histoire : Pierre Révoil (1776-1842), Fleury François Richard (1777-1852), Claudius Jacquand (1803-1878)
- Peinture de fleurs : Antoine Berjon (1754-1843), Déchazelle, Augustin Thierriat (1789-1870), Simon Saint-Jean (1808-1860), Adolphe-Louis Dégrange, dit Castex-Dégrange (1840-1918), Marthe Elisabeth Barbaud-Koch (1862 - après 1928)
- Peinture de genre : Claude Bonnefond (1796-1860), Michel-Philibert Genod (1795-1862)
- Peinture religieuse : Victor Orsel (1795-1850), Louis Janmot (1814-1892), Jean-François Bellay (1789-1858), Jean Scohy (1824-1897)
- Décor religieux : Hippolyte Flandrin (1809-1864), Paul Chenavard (1807-1895), Jean-Baptiste Frénet (1814-1889)
- Romantisme : Joseph Guichard (1806-1880), Jean Seignemartin (1848-1875), Joseph Alfred Bellet du Poisat (1823-1883)
- Symbolisme : Pierre Puvis de Chavannes (1824-1898), Alexandre Séon (1855-1917)
- Paysage : Hector Allemand (1809-1886), Adolphe Appian (1818-1898), Louis-Hilaire Carrand (1821-1899), François-Auguste Ravier (1814-1895), Nicolas Victor Fonville (1805-1856)

## Galerie

Quelques tableaux de peintres de l'école lyonnaise de peinture
Pierre-Henri Révoil
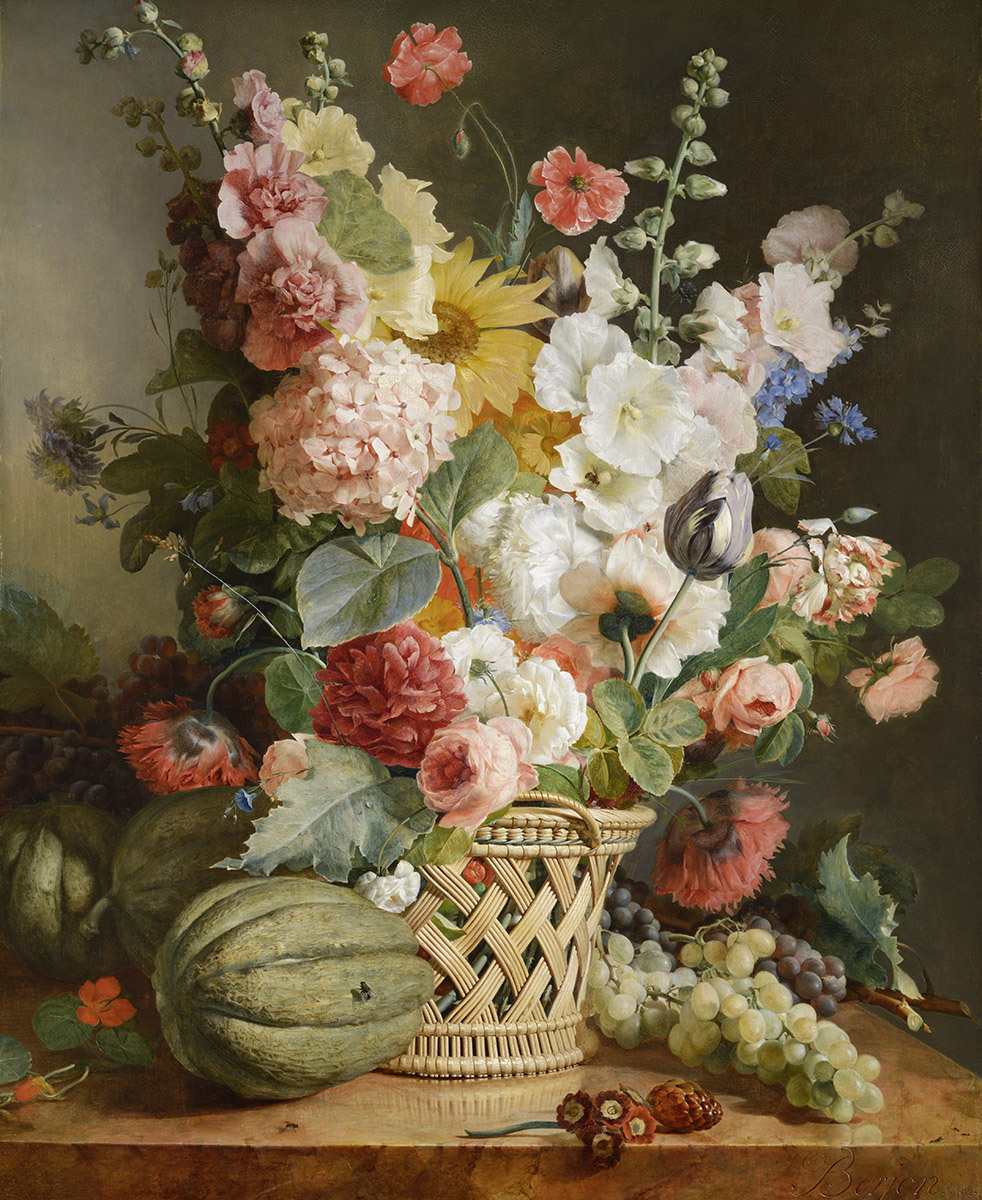
Antoine Berjon
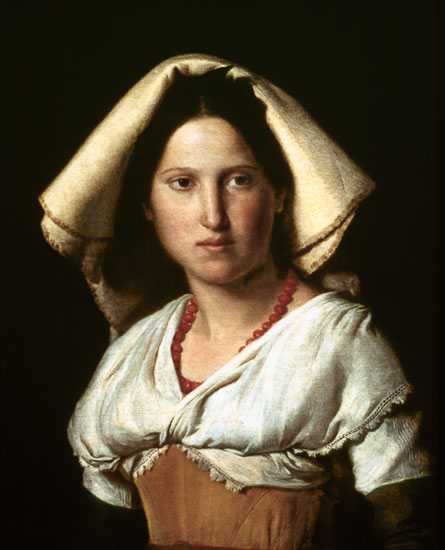
Victor Orsel
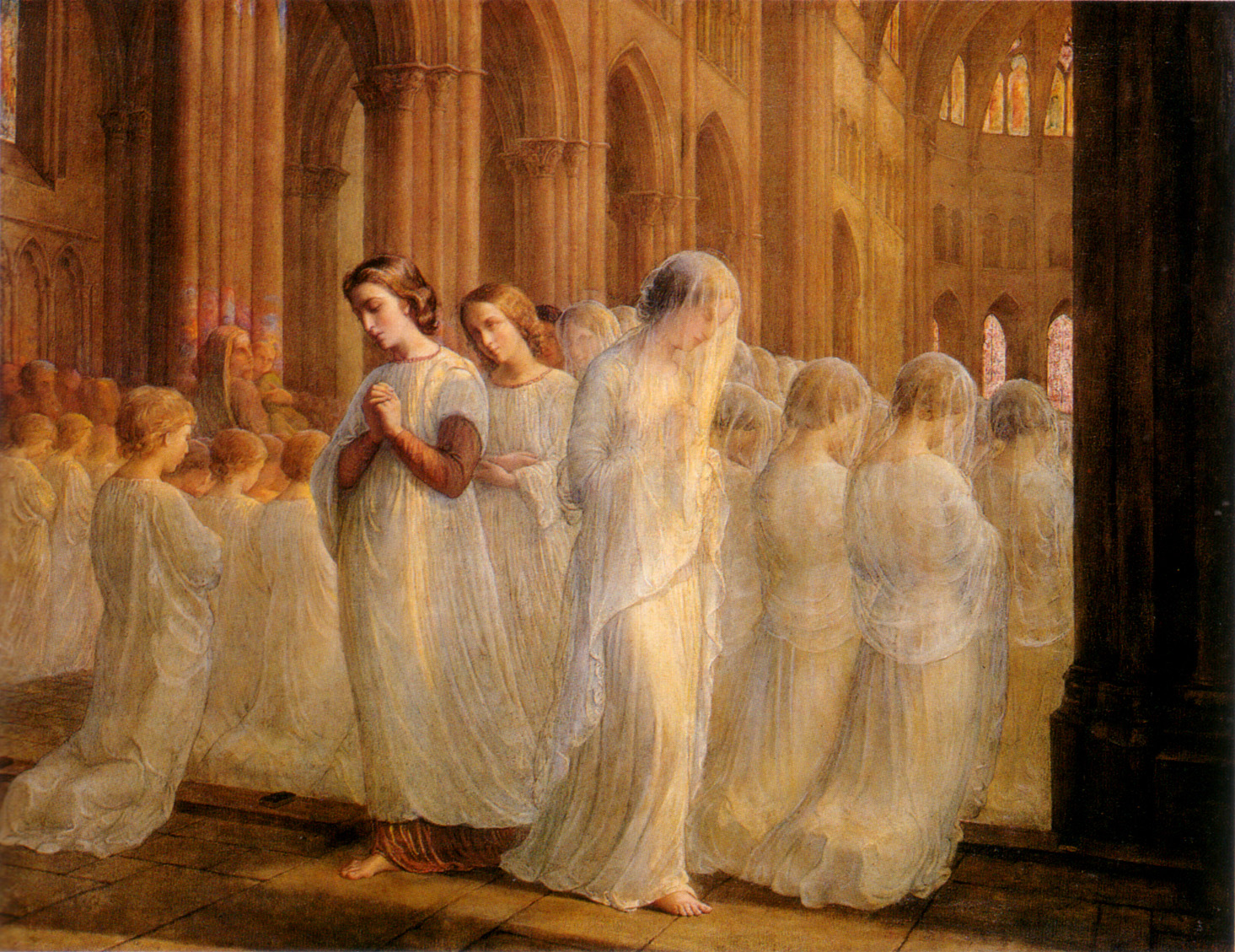
Louis Janmot
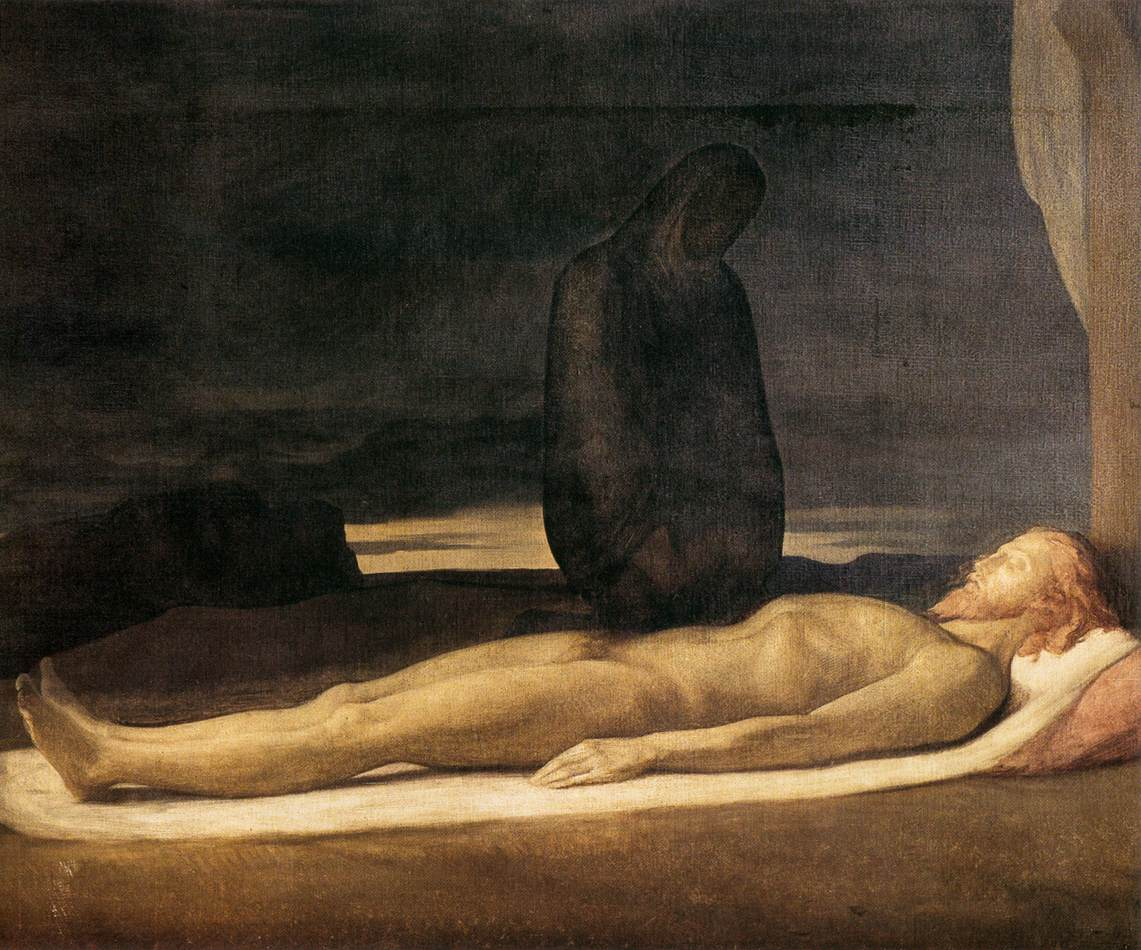
Hippolyte Flandrin
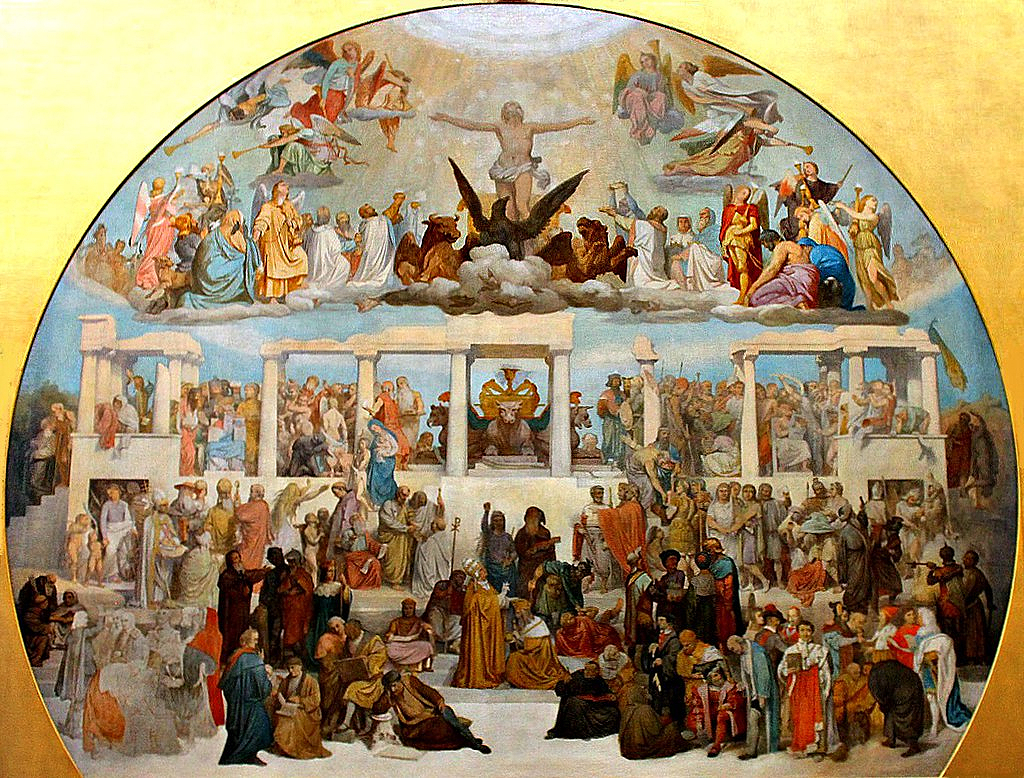
Paul Chenavard
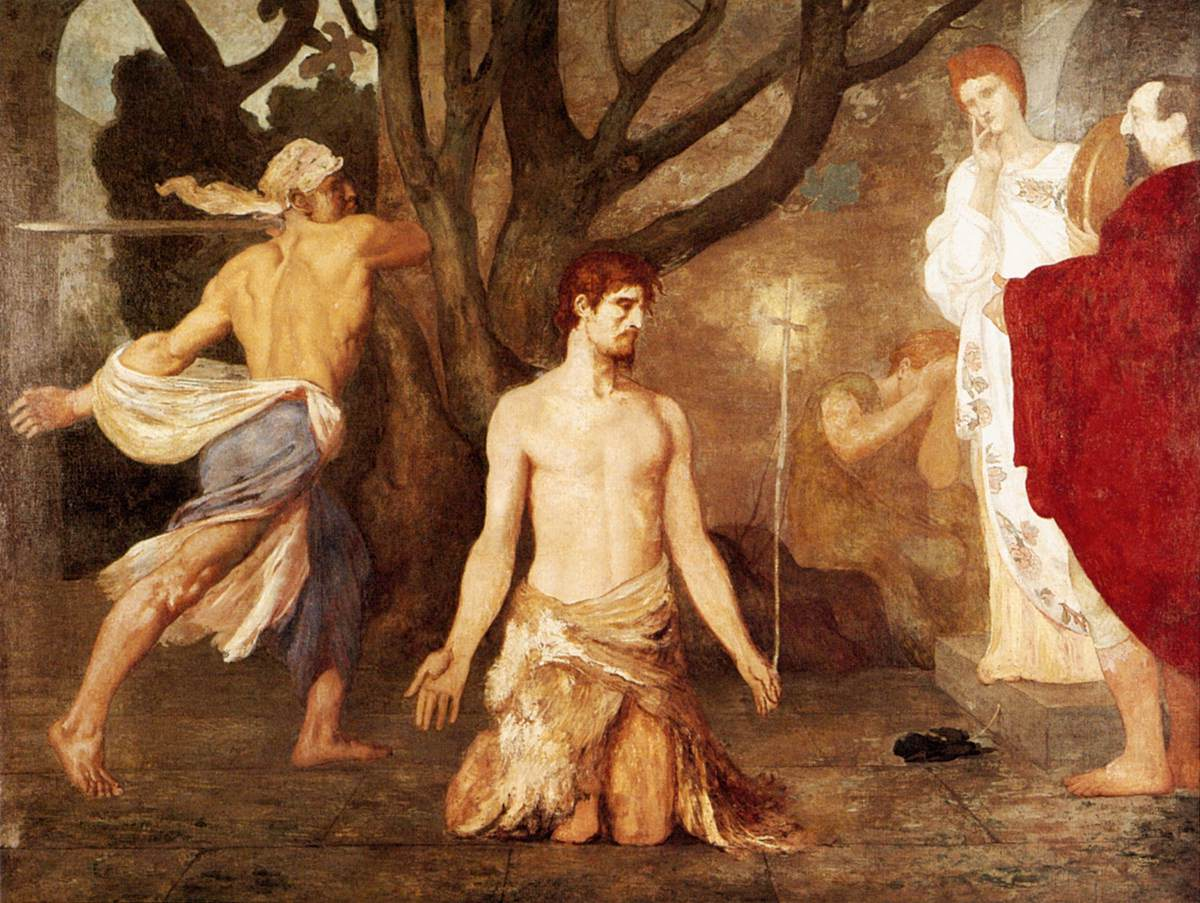
Pierre Puvis de Chavannes

## Expositions
- Puvis de Chavannes et la peinture lyonnaise du XIXe siècle, 1937, musée des beaux-arts de Lyon
- La peinture lyonnaise du XVIe au XIXe siècle, 1948, musée des beaux-arts de Lyon
- Le Temps de la peinture : Lyon 1800-1914, du 20 avril au 30 juillet 2007, musée des beaux-arts de Lyon